# Bob O'Brien
Robert "Bob" O'Brien (Westport, Misuri, 26 de enero de 1927-19 de septiembre de 2008) fue un jugador de baloncesto estadounidense que disputó dos temporadas en la BAA, además de jugar en la ABL y la PBLA. Con 1,93 metros de estatura, jugaba en la posición de alero.

## Trayectoria deportiva

### Universidad
Jugó con los Waves de la Universidad de Pepperdine, con los que recibió una mención All-American en 1945.

### Profesional
Comenzó su andadura profesional en los Kansas City Blues de la efímera PBLA, en la que fue el máximo anotador de su equipo, promediando 9,8 puntos por partido. De ahí pasó a los Elizabeth Braves de la ABL, para fichar al año siguiente por los Philadelphia Warriors de la BAA, donde completó la temporada promediando 2,2 puntos por partido, llegando a disputar las Finales en las que cayeron ante los Baltimore Bullets por 4-2.
Mediada la temporada siguiente fue traspasado a los St. Louis Bombers, donde únicamente jugó 8 partidos en los que promedió 2,1 puntos. Terminó su carrera jugando en diversos equipos de la ABL.

#### Estadísticas en la BAA

##### Temporada regular
| Temporada | Edad | Equipo                | Liga | P  | TIT | MIN | TC  | TCA | %TC  | 3P | 3PA | %3P | TL  | TLA | %TL  | R.OF. | R.DEF. | REB | ASIS | ROB | TAP | PER | FP  | PTS |
| 1947-48   | 21   | Philadelphia Warriors | BAA  | 22 |     |     | 0.8 | 3.7 | .210 |    |     |     | 0.7 | 1.2 | .577 |       |        |     | 0.0  |     |     |     | 1.8 | 2.2 |
| 1948-49   | 22   | TOTAL                 | BAA  | 24 |     |     | 0.4 | 2.1 | .200 |    |     |     | 0.5 | 1.3 | .375 |       |        |     | 0.4  |     |     |     | 1.3 | 1.3 |
| 1948-49   | 22   | Philadelphia Warriors | BAA  | 16 |     |     | 0.3 | 2.0 | .156 |    |     |     | 0.3 | 0.9 | .357 |       |        |     | 0.5  |     |     |     | 1.3 | 0.9 |
| 1948-49   | 22   | St. Louis Bombers     | BAA  | 8  |     |     | 0.6 | 2.3 | .278 |    |     |     | 0.9 | 2.3 | .389 |       |        |     | 0.1  |     |     |     | 1.4 | 2.1 |
| Total     |      |                       | BAA  | 46 |     |     | 0.6 | 2.8 | .206 |    |     |     | 0.6 | 1.3 | .466 |       |        |     | 0.2  |     |     |     | 1.6 | 1.8 |

##### Playoffs
| Temporada | Edad | Equipo                | Liga | P | TIT | MIN | TC  | TCA | %TC  | 3P | 3PA | %3P | TL  | TLA | %TL  | R.OF. | R.DEF. | REB | ASIS | ROB | TAP | PER | FP  | PTS |
| 1947-48   | 21   | Philadelphia Warriors | BAA  | 9 |     |     | 1.0 | 4.2 | .237 |    |     |     | 1.1 | 1.7 | .667 |       |        |     | 0.3  |     |     |     | 1.4 | 3.1 |
| Total     |      |                       | BAA  | 9 |     |     | 1.0 | 4.2 | .237 |    |     |     | 1.1 | 1.7 | .667 |       |        |     | 0.3  |     |     |     | 1.4 | 3.1 |